# Поплавлений метал
«Поплавлений метал» або «Покручений Метал» (англ. Twisted Metal) — американський постапокаліптичний комедійний серіал, розроблений Реттом Різом, Полом Верніком і Майклом Джонатаном Смітом. Серіал оснований на однойменній франшизі відеоігор про бойові автомобілі, розробленій Sony Interactive Entertainment. У головних ролях знялися Ентоні Макі, Стефані Беатріс, Самоа Джо, Вілл Арнетт і Томас Гейден Черч. Серіал розповідає про водія Джона Доу, який береться доставити пакунок через постапокаліптичну пустку, населену злочинцями. На початку подорожі до нього приєднується напарниця Мовчунка і обоє, попри взаємну неприязнь, мусять співпрацювати, потрапляючи в різні халепи.
Розробка Sony Pictures Television та PlayStation Productions почалася в травні 2019 року, а Peacock замовила повний сезон у лютому 2022 року. Серіал знімався в Новому Орлеані в США з травня по серпень 2022 року, а 27 липня 2023 року вийшов на Peacock відразу усіма 10 епізодами.

## Сюжет
Після вірусу, що знищив усі комп'ютери, США перетворилися на дику пустку. В обнесених стінами містах зберігається цивілізація, та між ними живуть вигнанці, канібали, грабіжники та інші злочинці. Зв'язок між містами підтримують кур'єри, так звані «молочники», що їздять на озброєних автомобілях.
Головний герой — балакучий кур'єр Джон Доу, котрий отримує складне завдання перетнути спустошений світ, щоб доставити загадковий пакунок і привезти назад таємничий товар. Це складний шлях від Нового Сан-Франциско до Нового Чикаго, який треба виконати за 10 днів. За успішне виконання доставки Джону обіцяно громадянство Нового Сан-Франциско. На початку подорожі Джон знайомиться з мародеркою, яку називає Мовчунка. В Мовчунки своя мета — помститися за смерть брата самозваному правоохоронцеві агенту Стоуну. Попри взаємну неприязнь, Джон і Мовчунка подорожують разом, борючись із безжальними та підступними злочинцями, що керують смертоносними машинами. Джон отримує обіцяне громадянство, але Мовчунку не пускають до міста. Таємничий Каліпсо анонсує смертельний турнір «Покручений Метал», учасники якого битимуться на озброєних автомобілях.
У другому сезоні Джон тікає з Нового Сан-Франциско та возз'єднується з Мовчункою. Він також зустрічає свою сестру Доллфейс, керівницю жіночої банди, але не має до неї приязні, бо ще в дитинстві втратив пам'ять. Готуючись до турніру, призом у якому є здійснення бажання, Джон і Мовчунка знайомляться з зухвалою Мейхем, яку намагаються відмовити від участі в турнірі. Обладнавши свої автомобілі, учасники починають смертельний бій.

## У ролях

### У головних ролях
- Ентоні Макі — Джон Доу, кур'єр, який не пам'ятає свого дитинства. Він грубий жартівник, який ставиться до свого авто на ім'я Евелін, як до живої істоти. В іграх Джон Доу світлошкірий. Джон Доу також — умовне іменування чоловіків у судових справах у США, коли справжнє ім'я невідоме чи його варто приховати.
- Стефані Беатріс — Мовчунка, дратівлива мародерка, що прагне помститися за свого брата Лауда. Спершу вдає із себе німу. В неї немає одного пальця на руці. Її з братом перше авто — аналог авто «Тінь» з ігор.
- Самоа Джо — Ласун, колишній актор, а тепер — божевільний у масці клоуна, що шукає визнання. Він вважає за свого друга звичайний паперовий пакет, звучи його Гарольдом. Його ігровий прототип — Нідлз Кейн (назву «Ласун» має його авто).
- Вілл Арнетт — голос Ласуна.
- Томас Хейден Черч — агент Стоун, у минулому поліціянт, з якого всі насміхалися. Після світового катаклізму став самозваним правоохоронцем, який жорстоко розправляється з усіма, хто йому не кориться. Його однойменний прототип фігурує в Twisted Metal: Black.

### У епізодичних ролях
- Нів Кемпбелл, Петті Гуггенхай у 2-му сезоні — Рейвен, керівниця Нового Сан-Франциско, що найняла Джона Доу. В іграх її образ зовсім інший, це дівчина-підліток, яка бере участь у турнірі, щоб помститися за свою найкращу подругу.
- Річард Кабрал — Лауд, брат Мовчунки. Дослівно Лауд означає «голосний».
- Майк Мітчелл — Ст'ю
- Тадж Вон — Майк
- Лу Бітті молодший — Томмі
- Майкл Керолло — Карл
- Хлоя Файнеман — Мері
- Джейсон Манцукас — проповідник
- Ентоні Карріган — Каліпсо (2 сезон), творець та ведучий турніру.
- Тіана Окойє — Доллфейс, сестра Джона (2 сезон)
- Сейлор Белл Курда — Мейхем (2 сезон)
- Річард де Клерк — містер Ґрімм (2 сезон)
- Майкл Джеймс Шоу — Аксель (2 сезон)
- Ліза Гілрой — Вермін (2 сезон)

## Епізоди
| Сезон | Епізоди | Епізоди | Оригінальний випуск | Оригінальний випуск |
| Сезон | Епізоди | Епізоди | Перший випуск       | Останній випуск     |
| ----- | ------- | ------- | ------------------- | ------------------- |
| 1     | 10      | 10      | 27 липня 2023       | 27 липня 2023       |
| 2     | 12      | 12      | 31 липня 2025       | 28 серпня 2025      |

### Перший сезон
Назви епізодів стилізовані під автомобільні номери.
| № серії | Назва серії | Режисер(и)    | Сценарист(и)                               | Оригінальна дата виходу |
| --- | ----------- | ------------- | ------------------------------------------ | ----------------------- |
| 1 | «WLUDRV»    | Кітао Сакурай | Ретт Різ, Пол Вернік і Майкл Джонатан Сміт | 27 липня 2023           |
| У постапокаліптичному світі після масштабної кібератаки міста перетворилися на фортеці. Злочинці вигнані за межі міст і живуть у нейтральній зоні. За межами міст деякі особи працюють кур'єрами. Джон Доу транспортує вантаж до Нового Сан-Франциско та зустрічається з його керівницею, Рейвен. Рейвен просить Джона отримати пакунок із Нового Чикаго в обмін на громадянство Нового Сан-Франциско. Рейвен знайомить Джона зі своїм чоловіком Ноа і дитиною та пригощає його смачною вечерею. Після того, як Джон іде, щоб забрати пакунок, виявляється, що її родина була фальшива з метою справити гарне враження на кур'єра. Дорогою Джона Доу намагаються пограбувати брат із сестрою. Пізніше вони тікають від агента Стоуна та його заступника Шепарда. Їх схоплюють і дають вибір: хтось із них покінчить самогубством або вони обоє помруть. Лауд вбиває себе, а його сестрі ставлять тавро. Джон зустрічає її, коли подорожує через Лас-Вегас, і вона намагається відібрати його авто. Вони починають битися, але вирішують об'єднатися після того, як до них наближається клоун-психопат Ласун. |             |               |                                            |                         |
| 2 | «3RNCRCS»   | Кітао Сакурай | Майкл Джонатан Сміт                        | 27 липня 2023           |
| Джон з новою напарницею тікають від Ласуна по Лас-Вегасу. Потім Джон називає її Мовчункою, бо вона не хоче з ним розмовляти. Обоє ховаються в казино, а Мовчунка тікає через вентиляційний отвір. Джона затримує Ласун, який наполягає на тому, щоб Джон подивився його шоу. Ласун показує, що схопив Мовчунку, в якої ключі від Джонового авто. Джон неохоче лишається. Ласун влаштовує шоу та запитує їхні відгуки; він злиться, коли Джон робить йому комплімент. Мовчунка, яка раніше поводилася так, наче німа, критикує шоу. Ласун цінує їхню чесність і відпускає парочку. За межами Лас-Вегаса канібали готуються з'їсти колишніх охоронців Майка та Ст'ю, коли їх рятує агент Стоун. Стоун дає їм шанс приєднатися до його загону, якщо вони вбиватимуть людей, які намагаються вкрасти припаси. Приєднавшись до офіцера Стоуна, вони опиняються на контрольно-пропускному пункті, облаштованому на старій греблі, через який намагаються проїхати Джон і Мовчунка. Остання впізнає Шеперда, який був присутній, коли Лауд вбив себе, і намагається напасти на нього. |             |               |                                            |                         |
| 3 | «NTHLAW1»   | Джуд Венг     | Грант Декерніон                            | 27 липня 2023           |
| Джона та Мовчунку затримують на Греблі Гувера і доставляють на допит. Агента Стоуна цікавить карта Джона, яка показує маршрут до Нового Чикаго, який обходить усі контрольно-пропускні пункти Стоуна. Спершу обох катують під пісню «Barbie Girl», а коли вони відмовляються підкоритися — засуджують до скидання з греблі. Джона та Мовчунку супроводжує на страту Ст'ю, якого вони переконують не вбивати їх і втекти разом. Ст'ю повертає Джона до його авто, а Мовчунка дорогою вбиває Шеперда, коли він мастурбував, і дізнається, що Стоун поїхав до міста Топіка в Канзасі. Вони втрьох разом намагаються втекти, але Ст'ю доводиться штовхати авто, він потім падає і його захоплює Майк. Джон та Мовчунка тікають, і вона просить підвезти її до Топіки, замовчавши навіщо. |             |               |                                            |                         |
| 4 | «WHZDARE»   | Меггі Кері    | Шон Дістон                                 | 27 липня 2023           |
| Під час подорожі до Топіки Джона та Мовчунку схоплюють кочівники, які постійно живуть у вантажівках. Їхня викрадачка Воттс знайомить їх зі свою керівницею Бабусею, та просить Джона доставити для Бабусі квіти в обмін на зброю для його автомобіля. Обоє вирушають до вказаного місця, щоб зустрітися з сестрою Воттс, Ембер. Однак Ембер виявляється схибленою на вирощуванні квітів і, сприйнявши гостей за грабіжників, паралізує їх. Мовчунка переконує Ембер, що вони намагаються допомогти Бабусі, і Амбер дає їм квіти. Їх переслідують релігійні фанатики, тому обоє змушені сховатися в кінотеатрі. Джон пере куртку Мовчунки, що засмучує її, оскільки на ній все ще є кров її мертвого брата, Лауда. Вони передають квіти Бабусі, яка додає її в чай, який п'є, щоб покінчити з собою. Решта кочівників влаштовують похорони для Бабусі, і Мовчунка вибачає Джона. Тоді вони вдвох їдуть до Топіки. |             |               |                                            |                         |
| 5 | «CRZSRDS»   | Джуд Венг     | Франческа Гейлс і Жаклін Гейлс             | 27 липня 2023           |
| Мовчунка лишила собі квітку Ембер, якою паралізує Джона, щоб вирушити пішки в Топіку. Джона потім намагається зґвалтувати старий збоченець, але Джон отямлюється та вбиває його. В той час Ласун у пошуках глядачів для свого «шоу» вривається на Греблю Гувера, де вчиняє різанину. Кілька засуджених до страти приєднуються до нього, поміж них і Ст'ю. Агент Стоун наказує схопити Джона та Мовчунку і довести їхню страту до кінця. Мовчунка вбиває поліціянтів у Топіці та викрадає їхнє авто, але їй не вдається довго маскуватися. Агент Стоун влаштовує полювання не неї та ледве не вбиває. Останньої миті Мовчунку рятує Джон, вистріливши в авто Стоуна ракетою. |             |               |                                            |                         |
| 6 | «DRVTHRU»   | Меггі Кері    | Елісон Тафел                               | 27 липня 2023           |
| У передісторії розкривається як Лауд і Мовчунка покинули своє місто в пошуках кращого життя. Та в результаті вони потрапили в рабство у фаст-фуді, де за провини відрізали частини тіла (саме так Мовчунка втратила палець). Обоє втекли, вбивши власника фаст-фуду, та стали мародерами. Джон і Мовчунка ховаються в тому ж фаст-фуді, тепер покинутому, від аномальної «грози Ваткіна». Вони балакають і кохаються в басейні з кульками. Паралельно Мовчунка виявляє, що фаст-фуд став місцем збору культистів, які вчинили масове самогубство, щоб «полетіти в космос». |             |               |                                            |                         |
| 7 | «NUTH0UZ»   | Білл Бенц     | Алісса Форлейтер                           | 27 липня 2023           |
| Передісторія показує дитинство Ласуна, що був хлопчиком-актором у ситкомі. Заздрячи успіху свого напарника-собаки, Ласун убив його і потрапив до психлікарні. Джон із Мовчункою прибувають до Нового Чикаго, де таємничий Каліпсо, що спілкується через динамік, забирає посилку і дає свою. На шляху назад до Нового Сан-Франциско Джон із Мовчункою зупиняються в барі, де працює його колишня коханка Мері. Вона розвінчує вихваляння Джона, а потім намагається викрасти його пакунок. Проте інші в барі теж хочуть пакунок і зчиняється бійка. Мері хоче вбити Мовчунку, але гине сама. Тим часом Ласун везе свою банду до психлікарні, де колись його утримували. Він проводить Ст'ю екскурсію, демонструючи останки своїх батьків, яких він запроторив до палати задля помсти. Це жахає Ст'ю, а коли обоє повертаються, то виявляється, що Майк убив решту банди. Коли Ласун має намір розправитися з ним, Майк стає на його бік. |             |               |                                            |                         |
| 8 | «EV3L1N»    | Білл Бенц     | Алісса Форлейтер та Елісон Тафел           | 27 липня 2023           |
| Екскурс у минуле показує як Джон втратив пам'ять і знайшов своє авто. На спогад про батьків у нього лишилося тільки обгоріле фото, де не видно їхніх облич. Авто Джона викрадають релігійні фанатики «Святі» — банда наркоманів садо-мазохістів. Авто вони підносять своєму пастору як дар. Джон і Мовчунка убивають двох фанатиків, переодягаються в них і намагаються повернути авто. Джон викликає пастора на двобій, але той виявляється несподівано спритним. Мовчунці вдається викрасти інше авто та втекти. Джон наполягає на поверненні свого, та воно вибухає в ході бійки з пастором. Решта бандитів тікають через наближення бійців Стоуна. |             |               |                                            |                         |
| 9 | «R04DK11»   | Кітао Сакурай | Грант Декерніон і Бекка Блек               | 27 липня 2023           |
| Мовчунку намагається пограбувати мародер, якого вбиває Ембер. Вона бере Мовчунку у фургон, де також опинився й Джон. Воттс, яка тепер командує кочівниками, дарує Джону нове авто та погоджується підвезти до таємного шляху через звалище автомобілів. Джон і Мовчунка миряться й визнають, що їм краще разом. Але саме на звалищі їм влаштовує засідку агент Стоун. |             |               |                                            |                         |
| 10 | «SHNGRLA»   | Кітао Сакурай | Майкл Джонатан Сміт                        | 27 липня 2023           |
| У битві на звалищі стикаються люди Стоуна, кочівники, Джон із Мовчункою та Ласун. У розпал перестрілки Ст'ю та Майк вирішують убити Ласуна. Той падає на авто Стоуна, який добиває клоуна-психопата. Джон веде нове авто на таран, але це виявляється обманним маневром — авто Стоуна підкидає імпровізований трамплін. Мовчунка ранить Стоуна сокирою та дає йому вибір: помирати довго в муках або застрелитися з пістолета з однією кулею. За кадром лунає постріл. Воттс знаходить уцілілу Ембер і обіцяє помститися людям Стоуна. Коли Джон доставляє посилку в Новий Сан-Франциско, він вимагає, щоб громадянство дали також Мовчунці. Рейвен категорично проти цього. Джон каже, що не піде в місто сам, і тоді Мовчунка стріляє в нього. Пропозицію стати кур'єркою вона відкидає. Джон оселяється в Новому Сан-Франциско, проте з часом сумує за вільним і сповненим пригод життям за стінами міста. Тим часом виявляється, що таємничою посилкою було морозиво, замовлене Рейвен лише для того, щоб випробувати здібності Джона. Коли Джон повідомляє про свій намір покинути місто, Рейвен показує йому дім його батьків і як вони виглядали. Рейвен анонсує проведення турніру між найкращими бійцями Америки за приз від Каліпсо. Мовчунка в той час вчиться самостійно обслуговувати авто та грабує кур'єрів, роздаючи простим людям їхні посилки. Одного разу вона потрапляє в пастку до банди, чия керівниця в масці називає себе сестрою Джона. У сцені після титрів Ст'ю та Майк відпочивають у компанії секс-ляльок. Зненацька позаду вискакує Ласун і тягне Ст'ю за собою. |             |               |                                            |                         |

### Другий сезон
| № серії | Назва серії | Режисер(и)        | Сценарист(и)                        | Оригінальна дата показу |
| --- | ----------- | ----------------- | ----------------------------------- | ----------------------- |
| 1 | «PRSRPNT»   | Філ Сгрікча       | Майкл Джонатан Сміт та Хорхе Томсон | 31 липня 2025           |
| У спогаді юна Рейвен та її подруга Келлі жартують над одним зі своїх однокласників. Келлі падає, вдаряється головою і опиняється в басейні. У наш час Джон перебуває під домашнім арештом у Рейвен у Новому Сан-Франциско. Єдина умова для звільнення — це участь у турнірі «Покручений метал». Мовчунка в той час приєднався до «Ляльок», групи месниць, яких очолює Доллфейс. «Ляльки» планують захопити Новий Сан-Франциско. Нудьгуючи, Джон знаходить записи своєї сестри, які допомагають йому втекти. Він вривається до гаражу Рейвен, щоб знайти своє авто і покинути місто. Натомість він виявляє авто швидкої допомоги, в якому перебуває Келлі, під'єднана до апарату штучного дихання. Каліпсо анонсує початок турніру через тиждень і як нагороду обіцяє виконати одне бажання. Джон тікає на авто швидкої допомоги, але його схоплюють «Ляльки». «Доллфейс» каже, що вона його сестра. Ласун за допомогою Ст'ю намагається заробити собі грізну репутацію і врешті-решт вирішує взяти участь у турнірі. |             |                   |                                     |                         |
| 2 | «DOLF4C3»   | Філ Сгрікча       | Елісон Тафель                       | 31 липня 2025           |
| Десятьма роками раніше Доллфейс об'єднується з кількома жінками і засновує угрупування «Ляльок». У сучасності Джон прокидається в таборі «Ляльок» прикутим до ліжка. Він намагається переконати Мовчунку втекти з ним, але вона наполягає, що хоче взяти участь у турнірі. Вона заохочує його відновити зв'язок з Доллфейс, але він не пам'ятає сестри і ставиться до неї відчужено. Джон вважає, що Доллфейс якось задурманила Мовчунку, але вона наполягає, що добровільно хоче участі в турнірі, і повертає Джону його авто. Потім Мовчунка ловить молоду жінку на ім'я Мейхем, яка намагалася пограбувати табір. Доллфейс заявляє, що участь у турнірі візьме лише одна з «Ляльок». Мовчунка перемагає Джона в перегонах, і вони вирішують взяти участь у перегонах разом на авто «Роудкілл». Група вирушає до Дизель-Сіті, щоб отримати зброю. У психіатричній лікарні містера Ґрімма звільняють з одиночної камери, щоб він став ведучим турніру. |             |                   |                                     |                         |
| 3 | «T3STDRV»   | Білл Бенц         | Хадія Робінсон                      | 31 липня 2025           |
| Містер Ґрімм убиває кількох людей на кладовищі, поглинає їхні душі та тікає на мотоциклі. Дорогою до Дизель-Сіті, Мовчунка обманом змушує Джона поїхати до Доллфейс. Його сестра розлючена тим, що Джон не пам'ятає свого минулого, і веде його до кінотеатру, куди вони ходили в дитинстві. У кінотеатрі їх переслідує кіборг Аксель. Вони вбивають творця Акселя та звільняють кіборга. Їдучи далі сама, Мовчунка дізнається, що Мейхем ховалася на задньому сидінні її авто. Після сварки вона намагається навчити Мейхем кермувати, але невдовзі їм трапляється містер Ґрімм. Вони тікають, поки Аксель б'ється з містером Ґріммом. Група прибуває до Дизель-Сіті, і Доллфейс оголошує про свій намір вкрасти зброю. |             |                   |                                     |                         |
| 4 | «LZGTBZY»   | Білл Бенц         | Грант Декерніон                     | 7 серпня 2025           |
| Доллфейс, Джон та Мовчунка проникають до Дизель-Сіті та викрадають зброю за допомогою Мейхем. Пізніше Джон та Мовчунка займаються сексом у сховищі зброї та спричиняють пожежу, яка помічають охоронці. Команда б'ється з охоронцями, поки Доллфейс та Ласун намагаються отримати електромагнітну зброю; Джон та Мовчунка тікають, успішно взявши кілька одиниць зброї. Доллфейс перемагає Ласуна та краде зброю, щоб використати проти суперників на турнірі. Ст'ю викрадають мешканці Дизель-Сіті під час секс-вечірки. Ст'ю пізніше вбиває їх у нападі люті. Отримавши їхню зброю, Ласун, Ст'ю, Джон, Доллфейс, Мовчунка та Мейхем вирушають на турнір. |             |                   |                                     |                         |
| 5 | «ONURMRK»   | Філ Сгрікча       | Шон Дістон                          | 7 серпня 2025           |
| Учасники прямують на турнір Каліпсо. Майк пережив напад Ласуна та стає одним із учасників. У турнірі беруть участь 23 учасники, згруповані в 17 команд. Вони знайомляться між собою, дехто намагається посварити учасників. У відбірковому раунді Каліпсо доручає кожному учаснику доставити посилку до Турнірного Міста. Посилка має три поділки «здоров'я», і коли вони вичерпаються, учасник буде знищений авіаударом. Мейхем встряє у бій проти Чакі Флупа. Побачивши це, Джон та Мовчунка вирішують врятувати Мейхем, завадивши їй потрапити на турнір. Мовчунка краде ключі від її авто, та Мейхем невдовзі сідає в авто без зброї. Декілька водіїв гинуть. |             |                   |                                     |                         |
| 6 | «MKAW1SH»   | Філ Сгрікча       | Алісса Форлейтер                    | 14 серпня 2025          |
| У флешбеку Джон зустрічає волоцюгу Каліпсо, яка малює напис «Каліпсо реальний» на дорожньому знаку. Каліпсо запитує Джона про його бажання, і Джон відповідає, що хоче мати дім, сім'ю та гараж для свого авто. Раптом Каліпсо зникає. На відбірковому раунді авто Джона та Мовчунки, «Роудкілл», рятує Мейхем, відбиваючись від Чакі та Містера Ґрімма за допомогою Доллфейс. Мовчунка вбиває Пса Звалища та ставить на «Роудкілл» ракетомет. Містер Ґрімм стріляє в Доллфейс, через що вона втрачає концентрацію. Лицарі Небраски пронизують Доллфейс живіт, і вона жертвує собою, щоб загинути в авіаударі разом з Лицарями Небраски. Решту учасників відвезли до середньої школи Джаффе Кемпбелла, де їм надають інформацію, медичний огляд та проживання. Каліпсо попереджає Рейвен не втручатися в турнір. Джон і Мовчунка розмірковують про смерть Доллфейс. Пізніше кожного учасника запитують про його бажання; і на кожне авто має бути лише одне бажання. Мовчунка бажає, щоб усі стіни міст зникли, тоді як Джон хоче повернути до життя Доллфейс. |             |                   |                                     |                         |
| 7 | «H1TNRVN»   | Ієн Б. Макдональд | Гіллі Ніссім                        | 14 серпня 2025          |
| У першому раунді турніру під назвою «Війна у Складському Районі» учасникам доручено отримати квиток, який дозволить їм безпечно дістатися до фінішу. Є лише 8 квитків, а учасників 12. «Роудкілл», який фінішував останнім у кваліфікаційному раунді, отримав хвилинну фору та радар від Каліпсо. Під час керування Джон не зосереджений, бо все ще сумує за втратою сестри та розмірковує над бажанням, яке загадала Мовчунка. Помітивши дивну поведінку Джона, Мовчунка сідає за кермо. Вони прибувають до першого квитка, але там уже є інші учасники. Мейхем ненавмисне вбиває Чакі та забирає його квиток і авто «Спектр», оснащене штучним інтелектом на ім'я Кватро. Святі Люди випереджають «Роудкілла», але гинуть, коли ракета з «Роудкілла» стріляє по них. Немовля Проповідник, з яким вони їхали, вижив, і його разом з квитком забирають Джон і Мовчунка. Містер Ґрімм виживає, застрибнувши у вантажівку Ласуна, який має квиток. Джон і Мовчунка прибувають до фінішу останніми, дитину забирає Каліпсо. Рейвен, Дейв і Майк, Вермін, Аксель, Ласун і Ст'ю, Мейхем, Джон і Мовчунка, а також містер Ґрімм виживають у першому раунді. Джон зізнається Мовчунці, що загадав власне бажання. |             |                   |                                     |                         |
| 8 | «SDDNDTH»   | Ієн Б. Макдональд | Тейлор Сантьяго Бергер              | 21 серпня 2025          |
| 9 | «VAVAVUM»   | Берт і Берті      | Бекка Блек                          | 21 серпня 2025          |
| 10 | «M4YH3M»    | Берті Елвуд       | Шон Дістон і Кірстен Резазаде-Якоб  | 28 серпня 2025          |
| 11 | «OHLYNTE»   | Білл Бенц         | Грант Декерніон                     | 28 серпня 2025          |
| 12 | «NUY3ARZ»   | Білл Бенц         | Майкл Джонатан Сміт                 | 28 серпня 2025          |

## Виробництво

### Розроблення
У травні 2019 року під час презентації ідеї фільму інвесторам Sony Pictures Television, менеджери підтвердили, що телевізійний серіал, оснований на серії відеоігор, Twisted Metal, перебуває на «передовій розробці» разом із PlayStation Productions. У лютому 2021 року було анонсовано серіал із Віллом Арнеттом, Реттом Різом, Майклом Джонатаном Смітом і Полом Верніком, які стали виконавчими продюсерами. Сміт виступив також шоуранером та написав сценарій серіалу на основі оригінального сценарію Різ і Верніка. У лютому 2022 року півгодинний комедійний бойовик отримав погодження на демонстрацію від сервісу Peacock. Наступного місяця Кітао Сакурай приєднався до серіалу як виконавчий продюсер на додаток до його режисерської діяльності кількох епізодів.

### Кастинг і персонажі
У вересні 2021 року Ентоні Макі виступив одним із виконавчих продюсерів і був першим, хто увійшов до акторського складу. Він зіграв Джона Доу, «балакучого водія» з амнезією, якому випадає унікальна можливість змінити все своє життя, якщо він зможе вижити під час участі в автомобільних перегонах та постійних сутичках на дорозі. У травні 2022 року Стефані Беатріс і Томас Гейден Черч отримали головні ролі Мовчунки та Агента Стоуна, відповідно. Мовчунка — це викрадачка автомобілів, яка утворює антагоністичний зв'язок із Джоном Доу. Агент Стоун описаний як «холодний і непохитний пост-апокаліптичний дорожній патрульний, який править дорогами». Нев Кемпбелл отримала епізодичну роль Рейвен.
У червні до акторського складу приєднався Вілл Арнетт, який озвучив персонажа Ласуна з серії відеоігор. Ласун — «незграбний вбивця в огидній масці клоуна, який нишпорить вулицями „Колишнього Вегаса“ у своїй озброєній розмальованій вантажівці, яка перевозить морозиво». Самоа Джо фізично зображує Ласуна. В інтерв'ю Screen Rant, коли його запитали, як історія професійного реслінгу вплинула на його результативність, він сказав: «Я вважаю, що найважливішим було навчитися працювати поза маскою, а це те, що ви дуже часто бачите у боротьбі. Від старих лучадорів до наших сучасних високолітаючих сьогодні, мати здатність до певного роду емоцій, окрім мертвого обличчя, — це те, що мені було дуже легко зробити, особливо з цим персонажем».
Річард Кабрал був обраний на роль брата Беатріс, Лауда. Тадж Вон і Майк Мітчелл грають кращих друзів Майка і Стю. Лу Бітті-молодший грає Томмі, «посивілого й обвітреного картографа, який знає про небезпеку Дикого Середнього Заходу». Ролі Майкла Керолло та Глої Файнеман невідомі.

### Знімання
З орієнтовним бюджетом (до податкових пільг) у 72,3 мільйона доларів основне знімання першого сезону розпочали в травні 2022 року в Новому Орлеані і завершили в серпні того ж року. Знімання в Новому Орлеані влітку, яким керував Джеймс Макміллан, супроводжувалося деякими труднощами, і Сміт повідомив NOLA.com: «Ми мали справу із затримками через постійні блискавки, загрози ураганів, сильною спекою та автомобілями, які не їздили так, як ми хотіли за сценарієм».

### Музика
Музику створили Лео Біренберг і Зак Робінсон, яку вони багато в чому запозичили з ню-металу 2000-х років.

## Реліз
Прем'єра «Покрученого металу» відбулася на Peacock 27 липня 2023 року відразу всіма 10 епізодами. Також фільм вийшов на Paramount+ в Канаді та на Stan в Австралії.

## Реакція
На агрегаторі відгуків Rotten Tomatoes рейтинг схвалення «Покрученого металу» становить 66 % на основі 35 відгуків із середнім рейтингом 6,2 з 10. Експерти Metacritic виставили середньозважену оцінку 53 зі 100 балів на основі 20 відгуків, що означає «змішані або посередні відгуки».
Деніел Фіенберг з The Hollywood Reporter дав позитивну рецензію першому сезону, сказавши: «Трохи дивно для будь-якого серіалу витрачати сезон, відкриваючи свій світ, лише щоб створити, здавалося б, менш об'ємний (хоча й дорожчий) другий сезон, але фанати будуть напевно дуже щасливі. Загалом, „Покручений метал“ швидкий і веселий, і точно не претендуватиме на жодну премію Еммі, а тим більше 24. І це нормально!»
Елісон Герман з Variety дала негативну рецензію, написавши, що сюжет відчувається як вступ до сцен боїв на автомобілях. Тому виникає «неявне відчуття, ніби ми спостерігаємо, як хтось інший грає рівень за рівнем».
Деніел Курланд з Bloody Disgusting дав серіалу оцінку два з половиною з п'яти. Він написав: «„Поплавлений метал“ — тупа забава, яка є веселою та нестримно кривавою комедією. Це далеко не рівень „Останніх з нас“ або навіть „Двигуна на крові“ від SyFy, але це кемпінговий ескапізм, який не вимагає багато від своєї аудиторії».